# Elisæus Hyphoff
Elisæus Hyphoff, född 5 juni 1709 i Karlshamn, var en svensk ämbetsman och läroboksförfattare.
Elisæus Hyphoff var son till rektorn vid Karlshamns skola Johan Melchior Hyphoff och Johanna Ennes. Han genomgick Kristianstads skola och studerade därefter vid Lunds universitet, innan han 1734 blev kanslist vid riksbankens fiskalkontor i Stockholm. Redan under sin tid som student utgav han Kort inledning til den Gamla och Nya Swenska Historien, tänkt att användas som skolbok i historia för ungdom, och kom att publiceras i ett flertal upplagor. Hyphoff blev 1737 notarie i riksbanken. Under 1738 års riksdag förskingrade han 90.000 daler kopparmynt och flydde därefter utomlands. Han skall sedan ha arbetat som sekreterare åt Nils Bielke i Rom, övergick till katolicismen och dog i Rom.